# Anisoptera (Plantae)
Anisoptera je biljni rod u porodici dipterokarpovki. Pripada deset priznatih vrsta koje rastu po jugoistočnoj Aziji i južnoj Aziji.
Četiri vrste ovoga roda na popisu su kritično ugroženih vrsta (vidi popis ispod)

## Vrste
1. Anisoptera aurea Foxw.,  kritično ugrožena
2. Anisoptera costata Korth.
3. Anisoptera curtisii Dyer ex King
4. Anisoptera grossivenia V.Sloot.
5. Anisoptera laevis Ridl.
6. Anisoptera marginata Korth.
7. Anisoptera megistocarpa Slooten,  kritično ugrožena
8. Anisoptera reticulata P.S.Ashton,  kritično ugrožena
9. Anisoptera scaphula (Roxb.) Kurz,  kritično ugrožena
10. Anisoptera thurifera (Blanco) Blume